# Murcia
Murcia (tiếng Tây Ban Nha: [ˈmuɾθja]) là một thành phố ở Tây Ban Nha, thủ phủ của tỉnh Murcia và của vùng tự trị bên sông Segura. Dân số năm 2010 là 441.345 người. Khu vực xung quanh thành phố này là các nông trang trồng chanh cam, ngũ cốc, tiêu và máy kéo. Thành phố này là một trung tâm vận tải, thương mại và khai thác thiếc. Các ngành công nghiệp gồm: chế biến thực phẩm, sản xuất đồ gia dụng, hóa chất, vật liệu xây dựng, máy móc. Khu phố cổ của thành phố có những con phố nhỏ hẹp và ngoằn nghèo được lát đá dành cho người đi bộ. Bảo tàng Ermita de Jesús, được xây dựng thế kỷ 17, là nơi trưng bày các tác phẩm của nhà điêu khắc có quê quán ở đây, Francisco Salzillo. Nhà thờ Santa María (Nhà thờ chính tòa của Murcia) được xây vào thế kỷ 14 và được phục dựng trong thế kỷ 18. Trường đại học ở thành phố này được thành lập năm 1915. Thành phố này đã được người Moor thành lập vào thế kỷ 9.

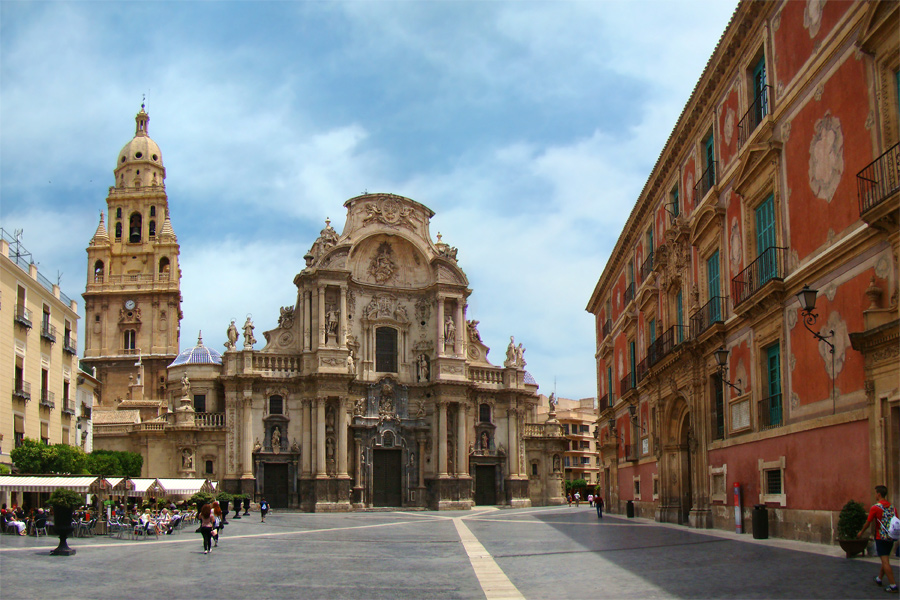
Nhà thờ Santa María ở Murcia

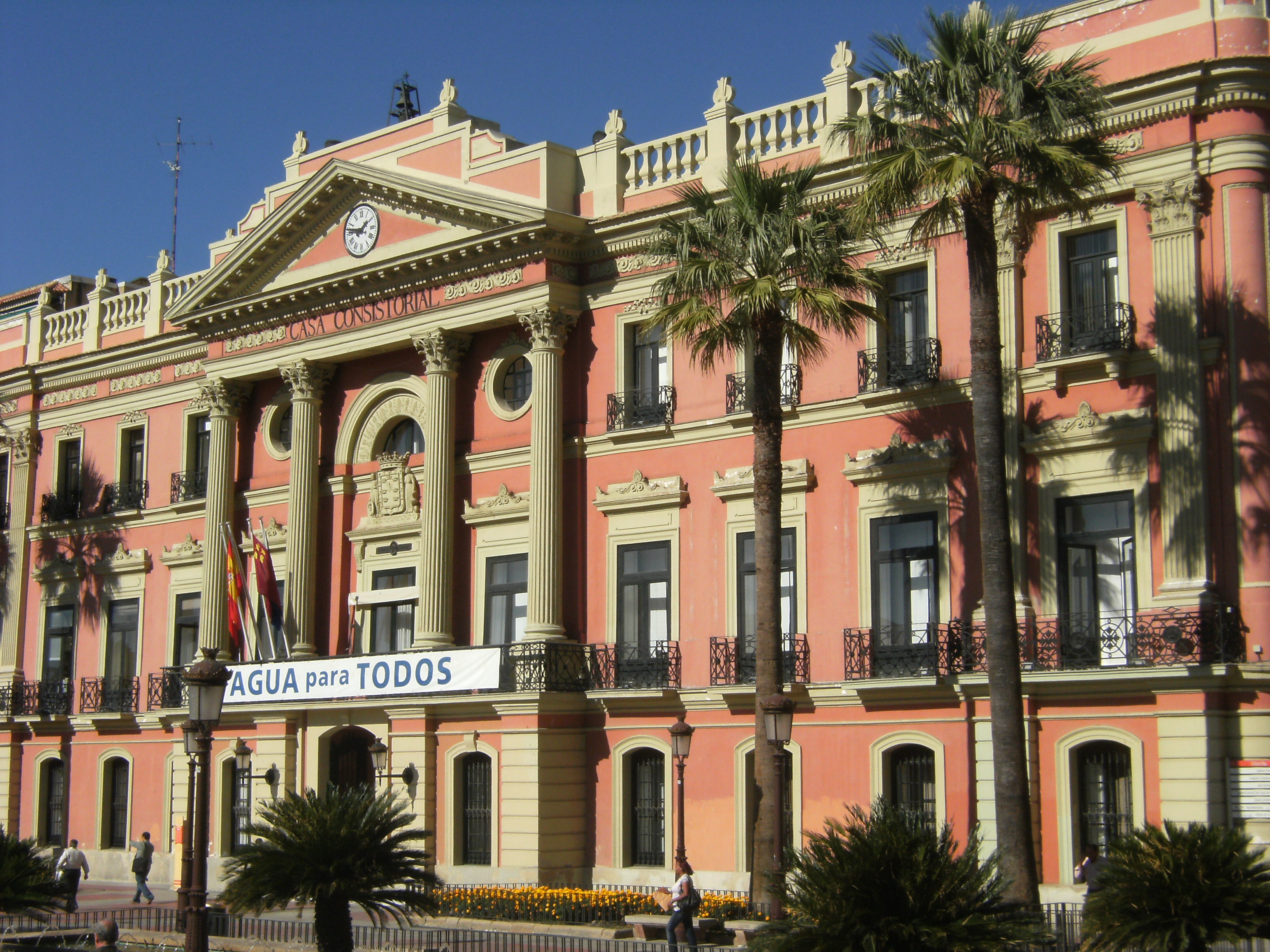
Tòa thị chính

### Khí hậu
Vùng Murcia là một trong những vùng ít mưa nhất và nóng nhất tại Âu châu. Nằm tại một bán sa mạc, nhiệt độ ban ngày vào mùa hè có thể đạt tới 40 °C. Mùa đông thì dễ chịu, tuy nhiên thỉnh thoảng cũng có thể đạt độ âm.
| Dữ liệu khí hậu của Murcia(1981-2010)   | Dữ liệu khí hậu của Murcia(1981-2010) | Dữ liệu khí hậu của Murcia(1981-2010) | Dữ liệu khí hậu của Murcia(1981-2010) | Dữ liệu khí hậu của Murcia(1981-2010) | Dữ liệu khí hậu của Murcia(1981-2010) | Dữ liệu khí hậu của Murcia(1981-2010) | Dữ liệu khí hậu của Murcia(1981-2010) | Dữ liệu khí hậu của Murcia(1981-2010) | Dữ liệu khí hậu của Murcia(1981-2010) | Dữ liệu khí hậu của Murcia(1981-2010) | Dữ liệu khí hậu của Murcia(1981-2010) | Dữ liệu khí hậu của Murcia(1981-2010) | Dữ liệu khí hậu của Murcia(1981-2010) |
| Tháng                                   | 1                                     | 2                                     | 3                                     | 4                                     | 5                                     | 6                                     | 7                                     | 8                                     | 9                                     | 10                                    | 11                                    | 12                                    | Năm                                   |
| --------------------------------------- | ------------------------------------- | ------------------------------------- | ------------------------------------- | ------------------------------------- | ------------------------------------- | ------------------------------------- | ------------------------------------- | ------------------------------------- | ------------------------------------- | ------------------------------------- | ------------------------------------- | ------------------------------------- | ------------------------------------- |
| Trung bình ngày tối đa °C (°F)          | 16.6 (61.9)                           | 18.4 (65.1)                           | 20.9 (69.6)                           | 23.3 (73.9)                           | 26.6 (79.9)                           | 31.0 (87.8)                           | 34.0 (93.2)                           | 34.2 (93.6)                           | 30.4 (86.7)                           | 25.6 (78.1)                           | 20.3 (68.5)                           | 17.2 (63.0)                           | 24.9 (76.8)                           |
| Trung bình ngày °C (°F)                 | 10.6 (51.1)                           | 12.2 (54.0)                           | 14.3 (57.7)                           | 16.5 (61.7)                           | 20.0 (68.0)                           | 24.2 (75.6)                           | 27.2 (81.0)                           | 27.6 (81.7)                           | 24.2 (75.6)                           | 19.8 (67.6)                           | 14.6 (58.3)                           | 11.5 (52.7)                           | 18.6 (65.5)                           |
| Tối thiểu trung bình ngày °C (°F)       | 4.7 (40.5)                            | 5.9 (42.6)                            | 7.7 (45.9)                            | 9.7 (49.5)                            | 13.3 (55.9)                           | 17.4 (63.3)                           | 20.3 (68.5)                           | 20.9 (69.6)                           | 18.0 (64.4)                           | 13.9 (57.0)                           | 8.9 (48.0)                            | 5.8 (42.4)                            | 12.3 (54.1)                           |
| Lượng Giáng thủy trung bình mm (inches) | 27 (1.1)                              | 27 (1.1)                              | 30 (1.2)                              | 25 (1.0)                              | 28 (1.1)                              | 18 (0.7)                              | 3 (0.1)                               | 8 (0.3)                               | 32 (1.3)                              | 36 (1.4)                              | 32 (1.3)                              | 29 (1.1)                              | 297 (11.7)                            |
| Số ngày giáng thủy trung bình (≥ 1 mm)  | 4                                     | 4                                     | 3                                     | 4                                     | 4                                     | 2                                     | 1                                     | 1                                     | 3                                     | 4                                     | 4                                     | 4                                     | 37                                    |
| Số giờ nắng trung bình tháng            | 189                                   | 190                                   | 223                                   | 256                                   | 289                                   | 323                                   | 353                                   | 317                                   | 239                                   | 217                                   | 186                                   | 172                                   | 2.967                                 |
| Nguồn: Agencia Estatal de Meteorología  |                                       |                                       |                                       |                                       |                                       |                                       |                                       |                                       |                                       |                                       |                                       |                                       |                                       |

| Dữ liệu khí hậu của Murcia - San Javier (Airport, near sea) | Dữ liệu khí hậu của Murcia - San Javier (Airport, near sea) | Dữ liệu khí hậu của Murcia - San Javier (Airport, near sea) | Dữ liệu khí hậu của Murcia - San Javier (Airport, near sea) | Dữ liệu khí hậu của Murcia - San Javier (Airport, near sea) | Dữ liệu khí hậu của Murcia - San Javier (Airport, near sea) | Dữ liệu khí hậu của Murcia - San Javier (Airport, near sea) | Dữ liệu khí hậu của Murcia - San Javier (Airport, near sea) | Dữ liệu khí hậu của Murcia - San Javier (Airport, near sea) | Dữ liệu khí hậu của Murcia - San Javier (Airport, near sea) | Dữ liệu khí hậu của Murcia - San Javier (Airport, near sea) | Dữ liệu khí hậu của Murcia - San Javier (Airport, near sea) | Dữ liệu khí hậu của Murcia - San Javier (Airport, near sea) | Dữ liệu khí hậu của Murcia - San Javier (Airport, near sea) |
| Tháng                                                       | 1                                                           | 2                                                           | 3                                                           | 4                                                           | 5                                                           | 6                                                           | 7                                                           | 8                                                           | 9                                                           | 10                                                          | 11                                                          | 12                                                          | Năm                                                         |
| ----------------------------------------------------------- | ----------------------------------------------------------- | ----------------------------------------------------------- | ----------------------------------------------------------- | ----------------------------------------------------------- | ----------------------------------------------------------- | ----------------------------------------------------------- | ----------------------------------------------------------- | ----------------------------------------------------------- | ----------------------------------------------------------- | ----------------------------------------------------------- | ----------------------------------------------------------- | ----------------------------------------------------------- | ----------------------------------------------------------- |
| Trung bình ngày tối đa °C (°F)                              | 15.9 (60.6)                                                 | 16.9 (62.4)                                                 | 18.1 (64.6)                                                 | 19.9 (67.8)                                                 | 22.4 (72.3)                                                 | 25.7 (78.3)                                                 | 28.4 (83.1)                                                 | 29.0 (84.2)                                                 | 27.3 (81.1)                                                 | 23.4 (74.1)                                                 | 19.6 (67.3)                                                 | 16.8 (62.2)                                                 | 22.0 (71.6)                                                 |
| Trung bình ngày °C (°F)                                     | 10.6 (51.1)                                                 | 11.6 (52.9)                                                 | 12.9 (55.2)                                                 | 14.6 (58.3)                                                 | 17.6 (63.7)                                                 | 21.3 (70.3)                                                 | 24.1 (75.4)                                                 | 24.9 (76.8)                                                 | 22.7 (72.9)                                                 | 18.7 (65.7)                                                 | 14.6 (58.3)                                                 | 11.7 (53.1)                                                 | 17.1 (62.8)                                                 |
| Tối thiểu trung bình ngày °C (°F)                           | 5.2 (41.4)                                                  | 6.3 (43.3)                                                  | 7.6 (45.7)                                                  | 9.3 (48.7)                                                  | 12.9 (55.2)                                                 | 17.0 (62.6)                                                 | 19.9 (67.8)                                                 | 20.8 (69.4)                                                 | 18.2 (64.8)                                                 | 14.0 (57.2)                                                 | 9.7 (49.5)                                                  | 6.6 (43.9)                                                  | 12.3 (54.1)                                                 |
| Lượng Giáng thủy trung bình mm (inches)                     | 38 (1.5)                                                    | 26 (1.0)                                                    | 29 (1.1)                                                    | 25 (1.0)                                                    | 31 (1.2)                                                    | 11 (0.4)                                                    | 6 (0.2)                                                     | 8 (0.3)                                                     | 34 (1.3)                                                    | 55 (2.2)                                                    | 43 (1.7)                                                    | 33 (1.3)                                                    | 339 (13.3)                                                  |
| Số ngày giáng thủy trung bình (≥ 1 mm)                      | 4                                                           | 3                                                           | 4                                                           | 3                                                           | 3                                                           | 2                                                           | 1                                                           | 1                                                           | 2                                                           | 4                                                           | 4                                                           | 4                                                           | 33                                                          |
| Số giờ nắng trung bình tháng                                | 163                                                         | 166                                                         | 194                                                         | 206                                                         | 253                                                         | 261                                                         | 284                                                         | 259                                                         | 212                                                         | 193                                                         | 163                                                         | 146                                                         | 2.500                                                       |
| Nguồn: Agencia Estatal de Meteorología                      |                                                             |                                                             |                                                             |                                                             |                                                             |                                                             |                                                             |                                                             |                                                             |                                                             |                                                             |                                                             |                                                             |